# Andries Corneliszn Boelen

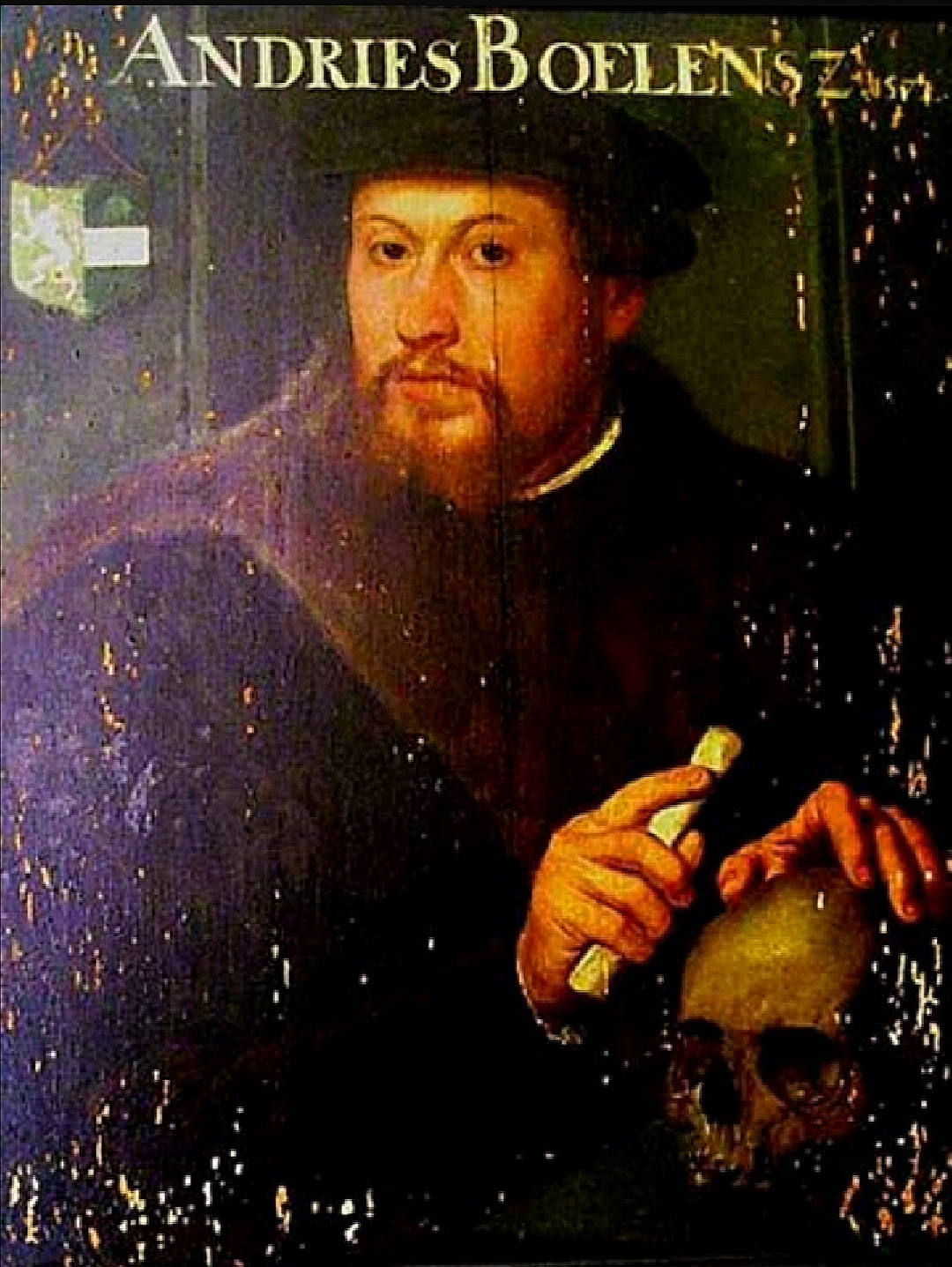
Andries Boelen Corneliszn (1517–1573)

Andries Boelen Corneliszn (Amsterdam, 1517 - Emden, 29 april 1573) was een Amsterdamse regent.

## Biografie
Boelen stamde van zowel vaders- als moederszijde uit Amsterdamse regentenfamilies die onder andere burgemeesters van die stad leverden en is een nazaat van de stamvader van de Boelen-maagschap, Dirk Boel Heinricxzn († 1459), schepen en burgemeester van Amsterdam. Zijn vader Cornelis Hendrickszn Loen (1481-?) was onder andere raad in de vroedschap, schepen en verschillende keren burgemeester van Amsterdam. Zijn moeder Lijsbeth Andries Boelenznsdr († 1551) was een telg uit de Boelen-maagschap en eveneens afkomstig uit een Amsterdamse regentenfamilie. Hij en de andere kinderen uit het huwelijk van zijn ouders voerden de naam Boelen in plaats van Loen.
Boelen zelf werd lakenkoper en was in 1551 waardijn van de lakenkopers in zijn geboortestad. In 1552 was hij er schepen. Daarnaast was hij opperkapitein van de Kloveniersschutters in 1566. Hij vervulde nog verscheidene andere ambten. 
Een belangrijke stap in Boelens leven was de ondertekening van de Doleantie in 1564, hetgeen hem in 1567 voortvluchtig maakte en leidde tot zijn verbanning op 1 september 1568 door de Raad van Beroerten, een lot dat meer Amsterdammers trof die tot het protestantisme overgingen. Hierna week hij, net als soortgelijke lotgenoten, uit naar Emden waar hij ook overleed; hij werd niettemin in zijn geboortestad in de Grote Kerk begraven.

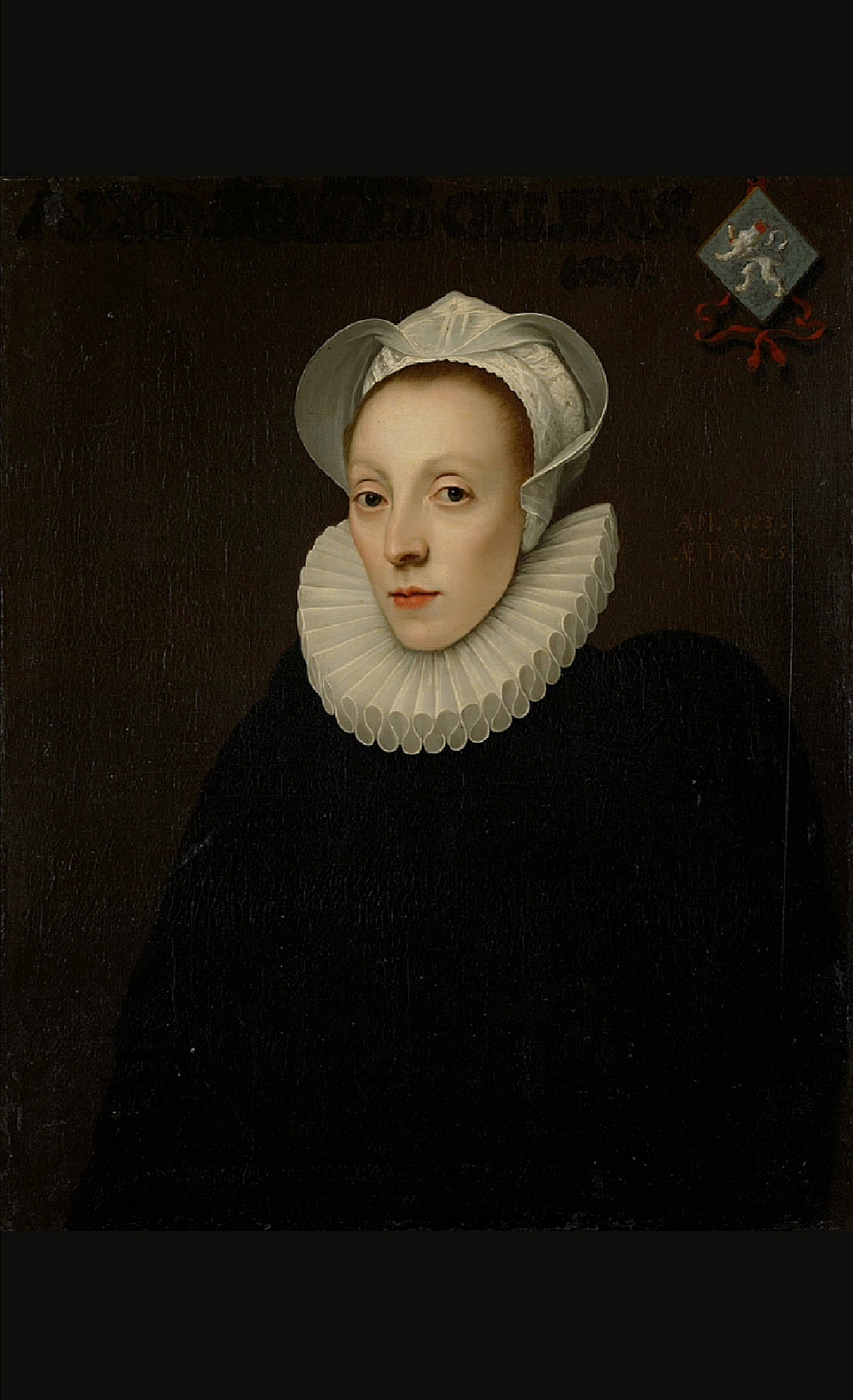
Alijda, getrouwd met Gerrit Bicker. Anno 1583

Hij trouwde tweemaal en had negen kinderen uit zijn eerste huwelijk, waarvan drie als kind overleden. Van de overlevende waren
- Hendrick (1542 – 1603)
  - Jannetge (*1563), getrouwd met Jan Hermans Tengnagel
    - Trijn Jansdr. Tengnagel, getrouwd met Andries Bicker
- Cornelis Andriesz Boelens Loen (1552-1584)
- Jacob (1554 – 1621), getrost met Weyntge, dochter van Diederik Jansz Graeff
- Alijda (1557-1630), getrouwd met Gerrit Bicker

Tot zijn nageslacht behoorde ook de letterkundige Willem Bilderdijk.